# Přibyslav nad Metují
Přibyslav (deutsch Prenzlau) ist eine Gemeinde in Tschechien. Sie liegt drei Kilometer nordöstlich von Nové Město nad Metují und gehört zum Okres Náchod.

## Geographie

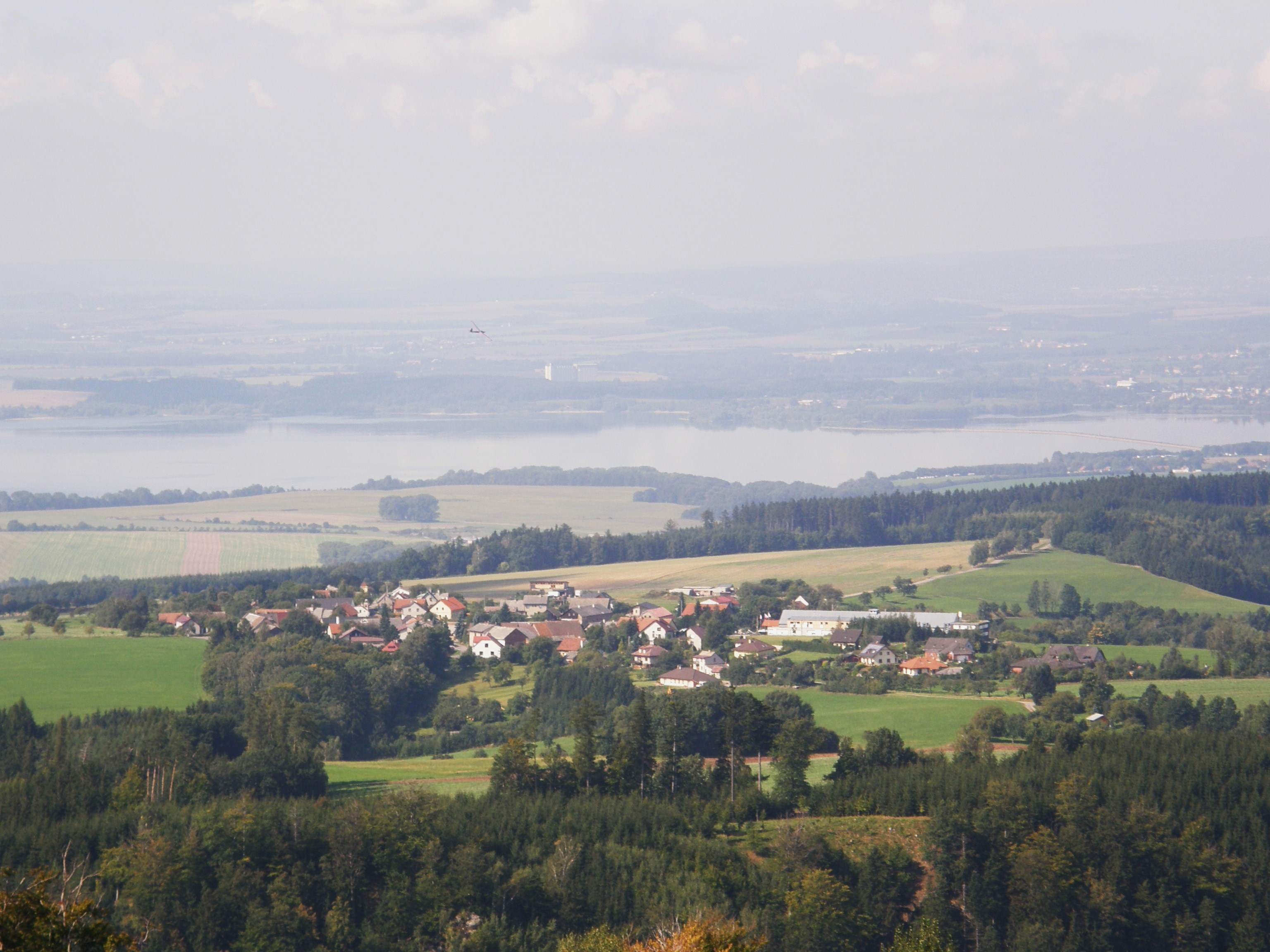
Přibyslav

Přibyslav befindet sich rechtsseitig über dem Tal der Metuje (Mettau) an einer Flussschleife, gegenüber der Einmündung der Olešenka. Östlich erhebt sich der Berg Sendražský kopec (618 m).
Nachbarorte sind Bražec und Lipí im Norden, Jizbice im Nordosten, Sendraž im Osten, Jestřebí im Südosten, Nové Město nad Metují im Südwesten, Vrchoviny und Šonov u Nového Města nad Metují im Westen sowie Václavice im Nordwesten.

## Geschichte
Nach alten Überlieferungen sollen über der Flussschleife der Mettau gegenüber der Landeswarte auf dem Sendražský kopec bereits im 11. Jahrhundert Chaluppen gestanden haben. Erstmals urkundlich erwähnt wurde der Ort im Jahre 1336, als Heřman von Dubá auf Náchod die Herrschaft Krčín erwarb. Ursprünglich gehörte Přibyslav zu Krčín und gelangte später an Elisabeth von Kostelec und Červená Hora, die den Ort 1396 besaß. Zu Beginn des 15. Jahrhunderts überließ Beneš von Riesenburg und Krčín den Ort seiner Schwester Elisabeth von Ratibořice, der Frau des Hynko von Dubá und Vízmburk. Diese schloss den Ort der Herrschaft Vízmburk an. Im 15. Jahrhundert wurde Přibyslav Teil der Herrschaft Nachod.
1836 gründete Pater Karel Rojek aus Nové Město nad Metují eine Bücherei. Nach der Abschaffung der Patrimonialherrschaften wurde Přibyslav 1849 zu einer selbstständigen Gemeinde im Bezirk Nové Město nad Metují. Die Schule befand sich bis 1850 in Krčín und danach in Vrchoviny. Ab 1853 war Přibyslav nach Nové Město nad Metují gepfarrt, die Beerdigungen fanden aber bis 1870 weiterhin in Krčín statt.

## Gemeindegliederung
Für die Gemeinde Přibyslav sind keine Ortsteile ausgewiesen.

## Sehenswürdigkeiten
- gezimmerte Chaluppen
- Bartoňova útulna an der Einmündung der Olešenka in die Mettau in Peklo; die Ausflugsgaststätte in Volksbauweise wurde zwischen 1909 und 1912 durch den Architekten Dušan Jurkovič aus einer alten Mühle gestaltet
- Naturreservat Peklo
- Aussichtspunkt Koníček über dem Mettautal

## Söhne und Töchter der Gemeinde
- Antonín Rada (1864–unbekannt), tschechoslowakischer General